# Изабела
Изабела је женско име које потиче из хебрејског језика, а заступљено је у Пољској, Чешкој и Мађарској. Једно село у Пољској такође носи име Изабела. Ово име значи „безгрешна“, а на француском „привржена, посвећена Богу“.

## Имендани
Имендани се славе у више земаља:
| држава   | датум                                      |
| -------- | ------------------------------------------ |
| Чешка    | 11. април                                  |
| Пољска   | 4. јануар; 16. март; 14. јул; 3. септембар |
| Словачка | 9. децембар                                |

## Популарност
У Пољској је 2004. ово име било на 42. месту по популарности, а у јужној Аустралији је 1999. и 2006. било међу првих осамсто.